# Finanza d'impresa
La finanza d'impresa o finanza aziendale, anche nota con il nome inglese corporate finance, è un'area della finanza che si occupa delle decisioni di natura finanziaria che le società (incluse le società per azioni) devono prendere per sostenere finanziariamente le loro attività e come analizzarle e valutarle, ad esempio analisi costi-benefici e analisi di sistema input-output. Con l'espressione finanza gestionale ci si riferisce invece a tutte le forme giuridiche d'impresa e non solo alle multinazionali (corporation). 
Questo insieme di conoscenze si può applicare a svariate forme giuridiche d'impresa; se si prende il nome in inglese, è implicito però un riferimento specifico alle società per azioni (in inglese statunitense corporation). Tuttavia, molti concetti sono in comune tra corporate finance e managerial finance e a loro volta si sovrappongono con la conoscenza delle fonti del diritto societario, la contabilità finanziaria e la conoscenza del banking.
Questo campo ha alcuni collegamenti con la contabilità finanziaria siccome determinate scelte in finanza d'impresa impattano sui dati nel foglio di bilancio. Si lega pure all'analisi di bilancio (in particolare la valutazione d'azienda) perché determinate scelte finanziarie e dunque cambi nei dati nei report finanziari cambiano la valutazione positiva o negativa di un'azienda agli occhi degli investitori. Siccome svariati concetti sono in comune, la finanza d'impresa e la valutazione aziendale si possono studiare insieme o dopo la contabilità finanziaria. L'analisi di bilancio non va confusa con la valutazione d'azienda, in cui si calcola il valore di un'azienda, tipicamente in contesto di acquisto da parte di un'altra azienda.

## Generalità
In rapporto alla finanza, come appena accennato, la finanza d'impresa è una delle sue principali aree (finanza pubblica, finanza aziendale e finanza commerciale).
Una figura legata alla finanza d'impresa è quella del finanziere aziendale, ovvero il gestore di questa funzione aziendale. Se è uno dei senior manager/top executive di una corporation, esso è il Direttore finanziario (CFO), una figura che pianifica le attività finanziarie e che in alcuni ordinamenti può affiancare l'Amministratore delegato (CEO) e il Presidente e Vice-presidente dell'azienda.
Di base, la finanza d'impresa illustra quali prodotti finanziari hanno a disposizione le varie forme giuridiche d'impresa (e.g. le società per azioni) per raccogliere liquidità, come si può strutturare il capitale, come bilanciare il livello di debito quando le risorse sono prese a debito (e.g. mutui in banca e investimenti di obbligazionisti) e quando si acquistano beni e servizi o si effettuano operazioni (e.g. materia prima, macchinari, servizi di leasing, affitto, franchising, assicurazione, certificazione, imballaggio merci, caricamento e spedizione, ecc.) e sia come che quanto finanziare un progetto di cui si conosce il costo. Infine, spiega come analizzare e valutare dal punto di vista finanziario una decisione per capire se è conveniente/efficiente e efficace: infatti, una decisione per essere tale deve perseguire il miglior equilibrio possibile tra le risorse/fonti già disponibili in azienda e gli impieghi su cui investirle. Pertanto, la finanza d'impresa ha dei punti di contatto con l'analisi finanziaria dei progetti.
Prendere decisioni convenienti e efficaci nell'ambito dell'amministrazione finanziaria di un'azienda è una delle basi per perseguire una gestione finanziaria il più efficace possibile, tale per cui le risorse sono racimolate e allocate in modo oculato in base alla loro disponibilità immediata o alla capacità di raccoglierle, all'obiettivo da raggiungere e in parte anche in base alla propria filosofia di investimento (alcuni manager o investitori, e.g. azionisti, possono essere più o meno avversi ai vari tipi di rischio, ai progetti innovativi e all'indebitamento, da cui in particolare si origina il rischio di credito).
A sua volta, la gestione finanziaria più efficace possibile (nell'ambito della business administration, esistono più ambiti come ad esempio la gestione della catena di distribuzione) porta l'azienda a non soffrire delle perdite economiche, contribuisce a tenere attivo il suo business, genera un ritorno sull'investimento/sul capitale investito (return on investment/on invested capital), le permette di espandersi e, come conseguenza finale, migliora e accresce il valore dell'azienda agli occhi degli stakeholder verso di essa; se ci si riferisce di preciso agli azionisti/shareholder, si parla di aumento dello shareholder value, cioè del valore dell'azienda agli occhi degli azionisti. Questo valore andrebbe incrementato continuamente e massimizzato. Un'azienda che genera utili aumenta la sua attività anche agli occhi di potenziali creditori, oltre che di potenziali investitori (azionisti vari, incluse le banche, le compagnie assicurative e lo Stato).
Alcuni dei suoi principi su cui si basa sono l'equilibrio tra risorse già disponibili e gli impieghi/obiettivi prefissati, ben definiti e capaci di generare utili/profitti/eccedenze/surplus (indipendentemente che abbiano un orizzonte temporale di breve, medio o lungo termine), rendere il rendimento del capitale investito superiore al costo del capitale senza esporsi a rischi eccessivamente alti e investire in progetti e attività di business in cui le condizioni di mercato e la concorrenzialità dell'azienda portino ad avere un VAN (valore attuale netto) positivo (positive net present value) il quale, in forza del principio di additività del VAN, viene sommato al precedente valore aziendale.
Due macro-aree di quest'area sono il capital budgeting (come raccogliere capitale per finanziare i progetti che realizzano la missione aziendale cristallizzata nell'oggetto sociale scritto nello statuto e in una sorta di motto detto mission statement). La seconda macro-area è il working capital management, cioè la gestione del capitale circolante, ovvero i fondi e risorse (denaro e scorte, in inglese inventory) della corporation per operazioni nel breve termine (short-term, in contrapposizione a medium-term e long-term), prestiti nel breve termine e dei pagamenti dilazionati concessi ai clienti/compratori (e.g. i pagamenti a 30, 60, 90 giorni dall'emissione della fattura o di un documento che attesta il caricamento della merce sul mezzo del primo spedizioniere/vettore, come una polizza di carico marittima/Bill of Lading). Questi ultimi costituiscono un credito nei confronti della corporation, che però può scontare il titolo in banca tramite girata e dunque incassare immediatamente/a vista/at sight (e.g. una cambiale tratta/bill of exchange scontata a una banca): il cliente cessa di essere creditore verso la corporation e diventa creditore verso la banca.
Dal lato dei finanziamenti, l'obiettivo è quello di scegliere il giusto bilanciamento nella struttura finanziaria, ossia il livello di debito ed il livello di equity tale da massimizzare il valore aziendale tramite il beneficio fiscale del debito, il quale non è soggetto ad imposta in quanto risulta un costo per l'azienda, ma ponendo allo stesso tempo attenzione all'aumento dell'incidenza dei costi di insolvenza finanziario (financial distress): questi ultimi si presentano con l'aumento della probabilità di insolvenza o fallimento collegato incapacità dell'azienda di fare fronte alle passività aziendali in scadenza, aumentando di conseguenza il rischio di credito (il rischio massimo è quello di liquidazione della corporation; nell'ordinamento italiano, in dei casi è coatta, cioè forzata).

### Le società per azioni, alle borse e a concetti correlati di finanza
Nel diritto commerciale, una branca del diritto privato (che regola i rapporti tra privati anche se le corporation possono essere pubbliche/controllate dallo Stato e stringere affari con lo Stato), il diritto societario norma le varie forme giuridiche d'impresa con cui un business si organizza: a ogni forma preconfezionata, corrispondono delle caratteristiche base imposte come paletti siccome sono norme (altre caratteristiche si possono selezionare o sono di default, quindi se non si opta per altro si accetta la norma di default in modo tacito o esplicito). Ogni giurisdizione (e.g. legge italiana, francese, tedesca, giapponese, olandese, russa...) ha le sue forme e le sue norme, studiate e studiabili attraverso il diritto comparato; in più, negli Stati Uniti, le società sono normate dalle singole leggi dei 50 stati, tale per cui non c'è una legge federale anche se le norme di legge dei contratti/contracts law e diritto tributario/tax law sono omogenee (lo stato che attira più società è il Delaware, seguito con un largo stacco da New York e California). Ma una forma piuttosto diffusa nel mondo, la società per azioni (o "corporation" in inglese statunitense o "company" nell'inglese britannico o "società anonima" in francese), ha delle caratteristiche base. Di base, la società (tranne nel caso in cui sia unipersonale, cioè abbia un unico proprietario/sole proprietor) funziona nel seguente modo: come il nome stesso indica, consiste in una pluralità di persone aventi una comunione di intenti, ovvero quello di intraprendere un'attività di business a scopo di lucro (negli USA le corporation possono anche svolgere attività non-profit) suddividendo i finanziamenti in parti uguali o disuguali in base alla propria iniziativa: non solo si evita il caso sconveniente in cui una sola persona deve racimolare il denaro per finanziare tutto da solo, ma il rischio di fallimento e la perdita qualora l'impresa sia un fiasco viene suddiviso tra più persone invece che una sola. Lo stesso principio vale per la suddivisione dei profitti/surplus in quote dette "dividendi": essa avviene in base a quanto ogni singola persona/socio ha investito (e.g. se un socio ha contribuito al 20% del capitale di rischio raccolto, che in tal caso si chiama "capitale sociale", ha diritto al 20% dell'utile generato). Nessun socio può impedire a un altro socio di partecipare ai profitti (divieto di patto leonino). Il raccoglimento di capitale avviene tramite l'acquisto di pezzettini di liquidità detti azioni, che in passato erano rappresentati da pezzi di carta (oggi sono dematerializzate); a loro volta, le azioni si possono rivendere a nuovi azionisti: in tal caso, i dividendi andranno a loro. Il prezzo dell'azione varia in base all'appetibilità della società. Quest'ultima viene ufficialmente fondata tramite un contratto tra soci, che dev'essere una scrittura pubblica (nell'ordinamento italiano deve essere un atto notarile) e ha un nome proprio, una sigla subito dopo che indica che forma giuridica assume (entrambi i dettagli sono detti "ragione sociale") e un obiettivo (l'oggetto sociale). Gli azionisti si suddividono, in base a quanto possiedono, in "azionisti di maggioranza/di controllo" e "azionisti di minoranza": i primi insieme possiedono almeno il 51% del capitale sociale, mentre gli altri no. Alcune scelte della corporation (per il management effettivo, dipende dai casi), come ad esempio l'aumento o riduzione del capitale sociale, gli emendamenti della carta fondamentale della corporation (lo statuto sociale o "costituzione" o "articoli di associazione" o "charter"), la liquidazione, la quotazione in borsa, una fusione/merger, una scissione/split ecc. vengono decise dai soci, riuniti in un'assemblea dei soci (shareholders' meeting), e il voto funziona secondo un principio plutocratico: un voto vale tanto quanto la percentuale di capitale sociale fornita come input (e.g. se un azionista detiene il 51% del capitale, basta il suo voto per adottare una scelta se basta una maggioranza del 51%); la norma di default, ovvero "one share, one vote/un'azione, un voto" (cioè il voto si tara in base al numero di azioni che un singolo azionista ha comprato) di solito non si usa. Infine, la società è un ente astratto ma ha caratteristiche umane siccome può presentarsi come parte contraente tramite un rappresentante, stringere contratti, indebitarsi, possedere capitale sociale/asset (non solo denaro, ma anche beni tangibili e intangibili che hanno un valore e si possono vendere per trasformare in denaro liquido anche tramite un'asta/auction e cioè beni che si possono liquidare), può avere un nome, può essere denunciata e rispondere di crimini... Queste caratteristiche derivano dal fatto che le società di base sono delle persone giuridiche (dietro a essa ci sono persone fisiche che la animano).
Di tutte le forme di società che esistono, una in particolare è la società per azioni/corporation, che ha cinque caratteristiche universali:
- La personalità giuridica
- Il possesso in capo ai soci
- La responsabilità limitata: siccome la società è proprietaria/titolare di un capitale sociale ed è lei che si presenta come parte contraente, i creditori possono reclamare il loro credito rivalendosi solo sul capitale sociale e non sugli asset dei singoli soci o manager o lavoratori. Viceversa, i creditori personali dei soci, manager o lavoratori non possono soddisfare il loro credito attraverso gli asset della compagnia a causa della separazione patrimoniale e dell'esistenza di un velo societario tra società e stakeholder. Ma il velo sociale si perfora e la responsabilità limitata degli stakeholder diventa illimitata in alcuni casi di reati gravi (e.g. quando la società finanzia il terrorismo internazionale) o, per esempio, se il manager nell'ordinamento statunitense, agisce con intento doloso (e.g. causa delle perdite alla società apposta) o in modo negligente.
- Il capitale sociale suddiviso in azioni liberamente trasferibili
- La gestione delegata a un consiglio di amministrazione (CDA/board of directors) centralizzato: quest'altra caratteristica deriva dal fatto che le corporation, quando diventano enormi, gestiscono molte attività e hanno un gran numero di azionisti che, a causa delle compravendite di azioni, per giunta cambiano spesso, hanno bisogno di un gruppo di persone ben coordinate che riescono a gestire in modo efficiente un business così complesso attraverso le loro abilità. Pertanto, si istituisce un gruppo di manager non operativi/senior manager/top executives che prende le decisioni di management al vertice (possono essere coordinati da figure apicali come il Presidente, Vice-presidente, il CEO e il CFO), decisioni che vengono poi messe in pratica dai manager operativi (i manager sono ordinati in una struttura gerarchica/piramidale e non piatta).

Anche i lavoratori possono partecipare all'impresa o essere incetivati a fare ciò tramite gli ESPO (Employee Stock Ownership Plans); anche i manager possono partecipare all'impresa. In caso di dissesto finanziario o dichiarazione di bancarotta, entrambi possono anche comprarsi tutta l'azienda comprandosi tutte le azioni o quasi e emettendone altre che vengono comprate (employee buyout; management buyout). I problemi di opportunismo o negligenza tra manager e azionisti (e.g. manager che usano i soldi del capitale sociale per comprarsi un'auto di lusso), tra azionisti di maggioranza e minoranza (e.g. azionisti di maggioranza che tiranneggiano) e tra società e creditori (e.g. una società che occulta gli asset per non ripagare i creditori) sono detti "problemi di agency" o "problemi principal-agent" e sono risolti tramite delle norme offerte dalla corporate law, tutte soluzioni ex-ante (per prevenire gli opportunismi non ancora avvenuti) o ex-post (per individuare e punire gli opportunismi avvenuti). L'agent è l'attore che rischia di comportarsi da opportunista, mentre il principal è colui che rischia di subirne gli effetti. Degli esempi di soluzioni sono gli obblighi per legge e/o per statuto, gli standard usati per valutare una prestazione, l'uso di strategie di uscita, obblighi di information disclosure, uso di figure terze imparziali (auditeers/revisori di bilancio, agenzie di rating, manager rappresentanti dei lavoratori, membri del consiglio di sorveglianza che fanno gli interessi dei lavoratori), capitale sociale minimo, blocco della distribuzione dei dividendi, incentivi, rimodulazioni del peso del voto, elaborazione dei modelli di corporate governance (sistema monistico VS dualistico) ecc.
Una società che rispecchia i requisiti dello statuto di borsa e può sostenere i costi di quotazione/listing può iscriversi/quotarsi in una borsa valori (stock exchange), un'istituzione che si offre come intermediaria per la compravendita di azioni nel mercato azionario. Esistono varie borse nel mondo, come la borsa di New York, NASDAQ, borsa di Londra, Milano, Tokyo, Shanghai, Parigi, Francoforte, ecc. Quando una società per azioni si quota, mette in vendita le azioni in base a un prezzo detto IPO (Initial Public Offering, offerta pubblica iniziale). Questo prezzo può essere sovrastimato/overestimated o sottostimato/underestimated. Quotarsi in borsa significa legarsi all'andamento del mercato borsistico, che può anche subire crolli repentini. Dalla borsa ci si può anche disiscrivere (delisting) o essere sospesi o allontanati se non si rispecchiano dei requisiti, per esempio l'obbligo di produrre un foglio di bilancio/balance sheet trimestrale (quarterly financial report) che viene controllato/revisionato/scrutinato da un'agenzia di audit che va a caccia di dati non veritieri e controlla se il bilancio è scritto a regola d'arte secondo gli standard contabili (e.g. negli USA si usa il GAAP, mentre uno standard internazionale molto usato in Europa e Giappone è gli IFRS, l'International Financial Reporting Standards). Nel caso in cui una società non riesce a ripagare i creditori, va in insolvenza/bancarotta e si apre una procedura apposita in cui interviene un crisis manager; oppure, avviene una rinegoziazione dei crediti con i creditori, che può avvenire facilmente se i creditori sono pochi e hanno interessi omogenei, oppure avviene l'employee buyout o il management buyout o avviene un'acquisizione (vedi avanti). Altrimenti, si apre la procedura di liquidazione affidata a un liquidatore che vende gli asset alle aste e, con i soldi ricavati e il denaro già rimanente tra gli asset (ammesso che ne sia rimasto), vengono ripagati i creditori. Per evitare conflitti e opportunismi tra creditori, la procedura è ancora una volta concorsuale ed è stabilita una gerarchia tra creditori aventi diritto di precedenza (prelazione) e secondari (creditori chirografari, titolari di un credito secondario/chirografario). Le banche hanno sempre la precedenza, seguite dagli obbligazionisti, dagli altri creditori e dai lavoratori e infine dagli azionisti: questi ultimi non hanno precedenza siccome, investendo, si sono assunti i rischi dell'investimento. Gli azionisti che hanno comprato delle azioni speciali che danno diritto di prelazione alla distribuzione del dividendo ma che annullano il diritto di voto (in Italia, le "azioni di godimento") vengono pagati prima degli altri azionisti. Se non resta abbastanza denaro, alcuni creditori non recuperano nulla. Se una parte lesa è stata danneggiata da un reato societario accertata ed è intitolata ad avere un risarcimento/indennizzo, essa ha precedenza su tutti, banche incluse. In fase di liquidazione, gli azionisti ricevono denaro in base a quanto hanno investito (e.g. se un azionista ha investito per il 10%, riceve il 10% di quello che resta). Quanto invece alla fusione e acquisizione, esse avvengono sia quando la società è solvente che quando è insolvente: nel primo caso e quando c'è accordo tra le parti, si parla di fusione/merger siccome le due società convergono in una sola (a meno che la società continua a esistere a sé ma diventa controllata/sussidiaria di una società controllante/holding), mentre se non c'è accordo si parla di acquisizione ostile. L'acquisizione avviene comprando tutte le azioni o quasi. Le acquisizioni ostili si possono bloccare per statuto tramite le poison pill. Laddove una holding controlla varie società, si forma un gruppo societario/rete di società strutturato a "grappolo": il picciolo è la holding e i chicchi sono le varie società controllate nate per acquisti o anche scissioni/split, tale per cui si crea una società madre e una società figlia.
Il diritto societario (se delle società per azioni, corporate law) ha collegamenti con la legge dei contratti/contracts law, il diritto tributario/tax law, il diritto fallimentare/bankruptcy law, la security law, gli statuti di borsa e la finanza; riguardo alla punizione di reati societari, interviene il diritto penale/tort law. Pertanto, le fonti del diritto delle corporation sono piuttosto variegate, ma il loro nucleo è proprio la corporate law. Ogni ordinamento ha le sue norme. Il diritto comparato è cruciale siccome le società per azioni possono essere aperte in qualunque stato, anche se gli asset sono altrove, se i soci sono sparsi in giro per il mondo o se la sede fisica è diversa dalla sede legale. Si può dunque scegliere liberamente l'ordinamento giuridico (common law VS civil law VS sistemi ibridati con la Shari'a, in cui vige la finanza islamica) e la giurisdizione (corporate law italiana, statunitense, tedesca...). Anche i processi e i metodi alternativi di risoluzione delle controversie si possono aprire in un paese del mondo a scelta, al punto tale che si parla di forum shopping.

## Nozioni e concetti generali

### I costi, la nascita di unacorporatione il capitale sociale minimo
Un'impresa, per esempio una società per azioni, ha bisogno di denaro per svolgere la sua attività, siccome ogni attività ha un costo: si pensi per esempio alla vendita e spedizione di mezza tonnellata di carne in un paese islamico qualunque suddivisa tra compratore/importatore e venditore/esportatore: bisogna avere denaro per noleggiare o comprare un capannone con gli attrezzi e dotato di utenze (acqua, luce e gas), comprare gli animali vivi, per macellarli, per confezionare la carne, per produrre il certificato sanitario contattando la ASL locale in Italia (bisogna capire se la carne è avariata, se ha vermi e parassiti, virus e batteri, muffa e funghi, se è contaminata con sostanze nocive con cui è stata trattata la carne o sono stati nutriti gli animali ecc.), per produrre la certificazione halāl, per imballare la merce, per caricarla su un mezzo, per pagare il servizio di spedizione offerto tramite contratto di spedizione, per pagare l'immagazzinamento della merce in un magazzino, per pagare i costi di assicurazione sulla merce se prevista e per pagare i dazi per l'export, per pagare lo smaltimento dei rifiuti, per pagare le tasse dovute allo Stato (ad esempio l'IRES, cioè l'imposta sul reddito delle società), per ripagare eventuali mutui in banca, per comprare e installare macchinari nuovi, per riparare quelli guasti, per pagare gli avvocati nel caso scoppino delle controversie legali che potrebbero essere perse (ragion per cui si aggiunge il denaro del risarcimento da pagare) o, in alternativa, per pagare le spese di una risoluzione alternativa ecc. Ultimo ma non ultimo, i lavoratori vanno pagati mensilmente, manager ed eventuali membri del consiglio di sorveglianza inclusi.
In sintesi, le corporation (si prendono come esempio base proprio le corporation) hanno bisogno di denaro per svolgere anche le attività più elementari e sostenere i costi che si presentano volta per volta (a prescindere che vengano anche abbattuti o riassorbiti): costo del lavoro, costo di produzione, costi assicurativi, costi di affitto, le royalties (se si fruisce di un servizio di franchising), costi di caricamento, costi di imballaggio, costi di spedizione, costi di produzione di documentazione, costi di immagazzinamento, spese doganali, spese processuali e risarcimenti (se non si pagano, scatta un pignoramento e vendita di beni all'asta), la parcella dell'avvocato (si paga anche se si vince la causa), costi di manutenzione e installazione, costi delle materie prime, costi di smaltimento, costi delle bollette, tributi vari, ecc. Ai costi che sono quantificabili con un'unità di misura (si pensi al tempo e al denaro), si aggiungono i costi secondari, che non sono quantificabili direttamente e/o facilmente e con precisione massima, e.g. l'energia fisica e mentale per svolgere un lavoro, per esempio. I costi pari a zero non esistono. Tutti i costi primari sono in più suddivisibili in costi fissi e costi variabili. Entrambi sono variabili e si generano durante la produzione di beni e servizi (o durante la semplice esistenza della corporation, se si pensa al costo dell'affitto di un capannone da pagare pure se non si lavora), ma hanno lo stesso una differenza fondamentale: i costi fissi non dipendono dalla quantità prodotta di beni e servizi, mentre i costi variabili sì. Quando il costo fisso varia, dopo la variazione resta comunque fisso siccome non dipende dalla quantità prodotta. Per esempio, il costo dell'affitto del capannone non deriva da quanta carne si produce; anche se si alza, non cambia in base a quanta carne si produce. Il costo di spedizione invece aumenta o diminuisce in base a quanti chili o tonnellate di carne si esportano volta per volta. Pertanto, non solo la società deve affrontare costi, ma alcuni di essi si impennano se si desidera produrre parecchio.
Pertanto, la corporation ha bisogno di liquidità. Nel momento in cui nasce (si può immaginare come il "tempo zero" se si usa la cosmologia), la società in base alla giurisdizione scelta può avere un capitale sociale minimo imposto per legge o no, tale per cui il capitale iniziale può essere pari a zero (e.g. USA e UK, le cui norme sono ispirate dal neoliberismo). Nel caso in cui il capitale sia zero, la società è comunque credibile se presenta un business plan o un'idea o un progetto innovativo o un prodotto o servizio particolare e conveniente: in tal caso, l'attrattiva della società permette di avvicinare i primi investitori: azionisti e angel investors, obbligazionisti, banche (anche in qualità di azionisti o obbligazionisti), altre corporation e agenzie assicurative, hedge fund, lo Stato, ecc. Quando il capitale finanzia delle idee innovative o dei settori in via di sviluppo, si parla di venture capital. Per capitale sociale comunque si intende tutto l'insieme di beni/asset/cespiti che possiede e che hanno un valore. Gli asset che compongono il capitale non sono solo denaro in un conto corrente bancario, ma possono anche essere edifici, terreni, veicoli, macchinari intestati alla società e aventi un valore (ma, se si usurano, si deprezzano, cioè diminuiscono di valore) ecc. I beni, oltre che fisici/tangibili, possono anche essere immateriali/intangibili, per esempio i brevetti e i marchi. Se la corporation è un brand, un asset intangibile è l'insieme di sensazioni ed esperienze che genera nella community di estimatori del brand; ciò crea valore e introiti per l'azienda, come anche il know-how e le best practice che si accumulano negli anni. La contrapposizione tangibile-intangibile riguarda anche i beni e servizi prodotti: i beni sono tangibili, i servizi sono intangibili perché frutto di una interazione, è ripetibile con variazioni ed è influenzabile da svariati fattori (e.g. il servizio di consulenza legale).
Se invece la corporation ha già del denaro al momento della nascita, la cifra (che si trova indicata nello statuto sociale) può essere casuale o rispettare il requisito del capitale sociale minimo, che nelle giurisdizioni europee per le corporation è intorno ai 25.000€ (in Italia è molto più alto: deve essere pari o superiore a 50.000€, il che può essere interpretato come un segnale di paternalismo). Il capitale sociale minimo è una garanzia, ma è minima siccome si può esaurire e, nel corso della vita della corporation, può essere sia aumentato tramite ricapitalizzazione che diminuito se si ritiene che esso sia troppo esuberante rispetto all'oggetto sociale/obiettivo finale. A volte, le diminuzioni sono fraudolente siccome i soci e/o i manager possono tentare di truffare i creditori, ma gli abbassamenti al di sotto di una certa soglia o le perdite ingenti di capitale sono normate, come anche l'utilizzo opportunistico di scissioni o di società controllate/sussidiarie (e.g. quando vengono usate per occultare/distrarre beni dai creditori di una società). Anche senza opportunismi, il capitale sociale può modificarsi drammaticamente, anche azzerandosi o riducendosi per esuberanza (si riduce nel momento in cui la società ricompra le azioni tramite repurchase e rimborsa gli azionisti che hanno ritirato l'investimento, cioè che hanno effettuato un withdrawal) o spondandosi in una società figlia o controllata. Quindi, il capitale sociale minimo non è una garanzia solida sicuramente nel lungo termine.

### Le fonti di finanziamento di unacorporation
Una corporation può finanziarsi attraverso le seguenti fonti:
- Conferimenti dei soci fondatori di beni tangibili e intangibili e dichiarati nello statuto sociale (e.g. denaro, crediti, terreni, edifici, macchinari, veicoli, brevetti...); il capitale sociale minimo può anche essere assente in alcune giurisdizioni, come già accennato.
- Emissioni di (nuove) azioni/share che vengono acquistate da azionisti/shareholder (e dunque futuri soci). Nel caso delle corporation quotate, l'acquisto (e la successiva e eventuale rivendita) avviene nelle piattaforme di trading online. Gli azionisti possono essere privati (comuni cittadini, i lavoratori stessi dell'impresa inclusi i manager e gli angel investor da soli o in rete/network) e soggetti istituzionali pubblici e privati (banche commerciali, altre corporation incluse le agenzie assicurative, fondi di venture capital e di incubatori di imprese, gli hedge fund e i fondi pensione, lo Stato). Se il finanziamento avviene per esempio tramite angel investoring, venture capital financing (questi fondi hanno una struttura simile alle società in accomandita e non sono persone giuridiche) o tramite il management buyout MBO, si parla di private equity financing.
- Emissioni di (nuove) obbligazioni/bond che vengono acquistate dagli obbligazionisti/bondholder (anche in tal caso, i bondholder possono essere le stesse figure che in altri casi scelgono di essere azionisti).
- Erogazione di mutui da parte delle banche, da ripagare con interessi nel breve, medio o lungo termine in base ai singoli casi.
- Attività di business (vendita di beni e servizi) che generano dei ricavi tali per cui si coprono i costi e si ottengono degli utili/surplus/profitti (il profitto è un ammontare o differenziale che si calcola sottraendo i costi dai ricavi; tutti e tre si quantificano con una valuta).
- Profitti ricavati dall'acquisto di azioni e obbligazioni di altre società (dividendi e restituzioni del denaro con interessi).
- Le donazioni di eventuali donatori.

La vendita di asset della società non sono una fonte di finanziamento, ma di liquidazione degli asset siccome essi si convertono in denaro, fermo restando che l'asset deve poter essere liquidabile. Sia le azioni che i bond, siccome sono dei prodotti finanziari per raccogliere finanziamenti che si possono vendere e che all'acquisto o rivendita ad altri soggetti danno e cedono un reclamo su un asset (nel caso delle corporation, a una parte di surplus, ovvero un dividendo), si dicono securities o "valori mobiliari" ("mobiliare" si riferisce al fatto che si possono trasferire fisicamente se si immaginano come pezzi di carta ora dematerializzati).
Tutti questi finanziamenti messi insieme formano il capitale sociale, detto anche capitale di rischio. Il capitale sociale varia nel tempo in base ai costi sostenuti (incluso il costo di un mutuo ovvero il ripagamento con gli interessi e le spese di erogazione e gestione nel tempo e gli eventuali costi assicurativi), alle eventuali perdite in caso di fallimenti di mercato, ritiri degli investimenti di azionisti, danni di vario tipo, mancati pagamenti, condanne giudiziarie e anche in base alle allocazioni di asset in contesto di scissioni o acquisizioni.
Dall'osservazione delle fonti di finanziamento, si può osservare una vasta platea di finanziatori di una corporation: privati, investitori professionali, i lavoratori stessi e i manager stessi, altre corporation (banche incluse), fondi, stati, banche erogatrici di mutui, i clienti e eventuali donatori. Alcune figure possono sovrapporsi: per esempio, una banca può essere erogatrice di un mutuo, compratrice di azioni e obbligazioni e generatrice di profitti se una corporation vi ha investito in azioni e obbligazioni. Se si usasse solo il conferimento iniziale dei soci, in generale si avrebbe meno possibilità di manovra e di profitti siccome la corporation potrebbe fare perno solo su un capitale molto più limitato. Ciò non accade se si riceve l'apporto degli azionisti e anche di debitori come le banche e obbligazionisti, cioè se si usa la leva finanziaria (financial leverage) e dunque l'indebitamento.

### Le decisioni di finanza e investimento e il ruolo dellecorporation
Come accennato in precedenza, il capitale sociale nel tempo varia siccome aumenta o diminuisce in modo più o meno drammatico in base ai costi sostenuti, al successo o insuccesso delle proprie attività e ai vari finanziamenti a cui si accede. Il capitale sociale dunque dipende dai finanziamenti, investimenti e da che ricavi si ottengono e il management si può suddividere in due grandi ambiti, ovvero il finanziamento (raccogliere denaro) e l'investimento (sottrarre denaro per generare ricavi); il ricavo ex-ante si può al massimo stimare, mentre i finanziamenti e investimenti sono scelte e possibilità da ponderare prima di essere intraprese. L'elemento decisivo è la generazione dell'utile/profitto/surplus in un ricavo: senza quest'elemento, la società ha poco valore e contemporaneamente diminuisce la possibilità di essere solvente. Senza profitti, non ha la possibilità di attirare investitori come azionisti, obbligazionisti, corporation e banche, crescere come dimensioni anche tramite acquisizioni, aumentare il valore delle azioni e pagare i vari costi e i debiti accumulati sugli asset. I debiti, sono sia costi da sostenere nel tempo che liabilities nel foglio di bilancio.
Per la precisione, nel foglio di bilancio sono contenuti gli asset della corporation e il loro valore totale indicato con una valuta (gli asset nel tempo possono deperire e deprezzarsi), tutte le liabilities che gravano sugli asset e l'equity, che è un valore che si può immaginare come il differenziale tra asset e liabilities. Rappresenta dunque il totale di asset senza gravame e utilizzabile per esempio per accedere a nuovi prestiti o dividere gli utili o intraprendere investimenti e nuove attività di business, mentre gli asset su cui grava una liability si usano per ripagare mutui e obbligazionisti e fornitori di beni e servizi (il pagamento può anche essere dilazionato, siccome per esempio può avvenire anche a 30, 60, 90 giorni dall'emissione della fattura o dall'emissione di un documento comprovante la spedizione: in tal modo, si va incontro all'azienda se è momentaneamente dissestata, le si lascia il tempo di racimolare il denaro del pagamento, si diminuiscono le probabilità di avere a che fare con un pagatore insolvente e le proprie offerte sembrano più attraenti. Nel caso della realizzazioni di impianti date ad appaltatori, il pagamento può essere pari a decine di milioni e essere ripagato nel lungo termine, quindi fino a 10 anni). Quanto invece alle entrate/inflow (valore positivo) e alle uscite/outflow (valore negativo) e la loro differenza per ottenere le risorse finanziarie nette, esse sono visibili sempre nel foglio di bilancio alla voce "cash flow" (flusso di cassa). Laddove le entrate sono maggiori delle uscite, la corporation genera utili che si possono ritenere o usare per investimenti (retaining/investment of cash flow).
Le decisioni in campo di finanziamento e investimento sono in capo allo Chief Financial Officer ma sono soggette ad alcune limitazioni in base alla corporate law e, in alcuni ordinamenti, possono essere discusse e bloccate. Tuttavia, nonostante gli azionisti non siano identici tra loro (differiscono in soldi investiti, orizzonte di investimento, avversione al rischio e cultura in ambito finanziario, legale e simili), tutti loro e gli altri investitori hanno in comune alcuni obiettivi, cioè che la corporation generi utili per loro, aumenti lo shareholder value e permetta l'esistenza e attività continuate della società tramite la generazione di utili, prestiti e investimenti giusti. Il discorso sulla massimizzazione dello shareholders' value è molto più ampio siccome si interseca con il fine ultimo dell'esistenza delle corporation e della corporate law (e in teoria anche della corporate finance): secondo la visione neoliberista, la corporation deve solo occuparsi di massimizzare lo shareholders' value siccome ogni altro ruolo non le è connaturato. Secondo una visione ampia di cosa/chi sia uno stakeholder, le corporation devono migliorare il benessere/welfare aggregato di tutti gli stakeholder, inclusi i lavoratori e la comunità siccome una corporation non può sfruttare i lavoratori e distruggere l'ecosistema impattando peraltro sulle comunità (si pensi all'inquinamento dell'oceano e dell'aria con sostanze molto nocive e che impiegano anche millenni per biodegradarsi naturalmente). Una terza visione conciliante spiega che il welfare aggregato si può migliorare tramite i profitti generati dalle corporation.
Lo shareholders' value è un valore che corrisponde alla realtà nel momento in cui non è un valore ingannevole derivato da truffe contabili a monte o da una bolla speculativa derivata dall'ottimismo eccessivo (hype) degli investitori o da aggiotaggio (cioè diffusioni di informazioni per manipolare i valori in borsa). Anche per questo indicatori come il valore di un'azione o la capitalizzazione di mercato (vedi avanti) nella realtà non bastano a misurare lo shareholders' value e/o possono essere fuorvianti.

### Raccolta e investimento del capitale
Per entrare più nel dettaglio e partendo dal presupposto che la corporation è già avviata (il capitale sociale alla nascita è già stato trattato), l'annual capital budgeting listing è l'insieme dei progetti di investimento approvati e elencati in questa lista annuale, che è un documento della corporation; "capital budgeting" (o "capital expenditure CAPEX"), come accenna la parola stessa, è l'attività di precalcolare/prevedere e allocare il budget ("la cifra da spendere quantificata con una valuta") che verrà investito in ciascun progetto, per esempio delle attività di produzione aventi i loro costi o degli acquisti particolari di macchinari o di altre società o delle spese in altro ancora; questi progetti sono implementati nel breve, medio o lungo termine (per esempio, costruire un impianto complicato necessita anche di anni e il pagamento dell'appalto avviene solitamente nel lungo termine). A loro volta, queste generiche attività di business sono già accettate o discusse insieme ad altre figure (e.g. i marketing manager) e si ideano/trovano in vari modi, inclusa la scrittura e discussione di una analisi e ricerca di mercato.
Un esempio è "Spendere XXX€ per produrre e esportare N quintali di carne halal in Arabia Saudita": dato questo progetto nel breve/medio/lungo termine, si precalcola il costo del noleggio o acquisto di un capannone se manca, dei macchinari, delle utenze, degli animali vivi, della macellazione, del costo di ottenimento della certificazione halal e del certificato sanitario, dell'implementazione dei principi di macellazione halal in tutta la filiera produttiva o parte di essa, dell'impacchettamento e imballaggio/packaging dei prodotti, dei costi di caricamento su un mezzo refrigerato e spedizione, dell'assicurazione della merce se pattuita, del costo di smaltimento...; la gestione concreta della supply chain spetta al supply chain management).
Più in generale, altri esempi sono "Acquistare la società XXX al 90% comprando dunque il 90% delle sue azioni emesse e spendendo la cifra precalcolata di YYY€", "Spendere XXX€ in pubblicità", "Spendere XXX€ nella ricerca e sviluppo di un nuovo tipo di condensatore", "Spendere XXX€ in un impianto per produrre transistor di ultima generazione", "Spendere XXX€ in assicurazioni contro il furto su tutti i macchinari", "Spendere XXX€ in royalties per stringere il contratto di franchising con la celebre azienda YYY"... Sono tutte decisioni di investimento (investment decisions) elaborate (anche) con il capital budgeting e messe nell'annual capital budgeting listing. Siccome sono investimenti, fondamentalmente sono delle spese di denaro in acquisti di beni tangibili e intangibili e servizi (a prescindere intangibili: per esempio la R&D, l'assicurazione, il franchising e l'advertising). Tutti questi progetti sono investimenti intrapresi nell'ottica di avere un ritorno sull'investimento (return on investment/on invested capital o) e creare valore per l'impresa e gli stakeholder (e creare benessere per la comunità e l'ecosistema, se si prende il fine ultimo delle corporation secondo la visione estesa). Se un progetto viene intrapreso nel lungo termine, si dovranno sostenere per anni delle spese e dunque aspettare anni prima di vedere i primi ricavi e ulteriore tempo prima di coprire tutti i costi sostenuti e vedere i primi profitti/utili/surplus. Si ribadisce come il progetto debba generare utili per la corporation: uno Chief Financial Officer (CFO) potrebbe comportarsi in modo opportunistico e decidere di spendere i soldi del capitale sociale per comprarsi una Maserati. Oppure, potrebbe essere negligente e dunque finanziare male i progetti o buttarsi in progetti troppo rischiosi siccome solo il capitale sociale è a rischio. Pertanto, nascono dei problemi di agency, che vengono tamponati dall'intervento di molte soluzioni e proposte della corporate law. Una decisione di investimento potrebbe essere un fallimento di mercato parziale o totale (flop) e causare perdite; in più potrebbero sorgere opportunismi verso la società (e.g. se si decide di investire XXX€ in un macchinario per produrre scarpe e si paga in anticipo tramite advance payment il macchinario al fornitore e venditore, quest'ultimo potrebbe intascarsi il denaro e non spedire nulla, compiendo un'inadempienza contrattuale da risolvere o punire). Questa situazione può anche ribaltarsi, tale per cui la corporation compie un'inadempienza per causa di forza maggiore o sopravvenuta onerosità (e.g. se spedisce la carne in Arabia Saudita ma non arriva ai compratori, che dunque non pagano).
Il contraltare della spesa/investimento in un progetto avente un ritorno è il raccoglimento di denaro/finanziamento attraverso una o più fonti ben selezionate; siccome i finanziamenti (insieme agli asset che non sono denaro, siccome sono liquidabili e si possono mettere a garanzia per i creditori insieme al denaro) se messi insieme creano il capitale, l'attività di comporre/formare/strutturare il capitale si chiama "capital structuring", controparte del capital budgeting indirizzato verso le spese invece dell'accumulo. L'accumulo di finanziamenti è orientato alla spesa in progetti: a ogni progetto si alloca la quantità di denaro preventivata (budgeting). Pertanto, dopo che una corporation nasce con un conferimento di asset e acquisto di prime azioni da parte dei soci con un atto di capital structuring, l'attività di capital budgeting e di capital structuring. "Capital structuring" si riferisce precisamente a quali fonti di finanziamento scegliere e come tararle avendo l'obiettivo di raccogliere una certa cifra; "financing" è un termine generico. Nello scegliere la fonte di finanziamento, la prima scelta fondamentale è tra usare gli asset già a disposizione per finanziare uno o più progetti (finanza interna) o raccogliere capitale fresco all'esterno della corporation (finanza esterna). Nel primo caso, bisogna tenere conto che il capitale sociale non è a disposizione solo per investimenti, ma anche per il pagamento dei dividendi e dei crediti ai vari creditori (per entrambe le evenienze, la distribuzione dei dividendi si può anche sospendere ma non per sempre), ragion per cui l'utilizzo di capitale già disponibile va calcolato (e.g. capire se è sufficiente, se si riesce a ripagare i creditori nuovi, capire se questa scelta in futuro causerà problemi, capire se distribuire i dividendi, dividere il capitale interno usato tra una parte investita e una parte usata per i dividendi, decidere se usare eventuali fondi e riserve non d'emergenza accantonati ecc.). Nel secondo caso, la seconda scelta fondamentale è tra raccogliere capitale tramite il debito/liability o tramite l'equity, ovvero praticare il debt financing o l'equity financing.
- Se si opta per l'uso del debito e dunque della leva finanziaria, si fa ricorso a prestiti in banca e all'emissione di obbligazioni, che comunque in alcuni ordinamenti è soggetta a dei limiti siccome l'emissione non è indiscriminata. In tal caso, l'ammontare di liability (soldi da ripagare alle banche e obbligazionisti con i futuri profitti) aumenta e alcuni asset potrebbero essere offerti come garanzia e magari anche coperti da assicurazione per un valore pari o superiore al 100% (e.g. i futuri profitti, il denaro già posseduto, terreni, edifici, macchinari, veicoli, brevetti, software...). Le obbligazioni vengono descritte come "titoli di debito" o "strumenti di debito" (debt securities) siccome portano all'indebitamento e funzionano in modo largamente analogo ai prestiti in banca. Quindi, si fa perno sui prestatori in generale (lenders). Il debt financing ha un costo, detto "costo del debito" (cost of debt), formato nel caso dei mutui dalle spese di apertura, erogazione e gestione del mutuo e gli interessi (che, in caso di pagamento ritardato, aumentano come penalità) e nel caso delle obbligazioni dagli interessi: è dunque il costo/risultato di prestare soldi a una corporation o costo/risultato di farsi prestare soldi da banche e obbligazionisti. Se il rischio è alto perché la corporation rischia l'insolvenza o non mette a garanzia tutti gli asset richiesti ma la banca concede comunque un prestito, gli interessi saranno più alti, quindi il costo del debito aumenta. Siccome in più il tasso di interesse di base segue l'andamento generale del mercato, un periodo di tassi bassi facilita l'accesso al credito e abbassa il costo del debito. Un prestito da restituire in un orizzonte temporale via via più lungo avrà un tasso di interesse sempre più alto. Il costo del debito di solito si calcola prima dell'aggiunta delle tasse da pagare, quindi è "before-tax". Quanto alle obbligazioni, non solo l'emissione si può limitare, ma la corporation può promulgare dei termini di accordo in un documento detti "bond covenant" tale per cui essa si impegna a raggiungere e mantenere degli standard finanziari per tutelare gli obbligazionisti o, con lo stesso scopo, rinuncia a intraprendere particolari azioni (affirmative covenant VS restrictive/negative coventant). Il covenant dura fino alla maturità dei bond emessi. Se la corporation viola questi termini, è penalizzata con un voto inferiore nel bond rating (un tipo particolare di rating siccome non è quello generale). Se il rating è basso, significa che la corporation non riesce o non vuole rispettare i covenant o che il rischio di insolvenza è altissimo (e ciò si nota pure dagli interessi da pagare e dunque dai potenziali guadagni, che sono troppo alti). In tal caso, si parla di junk-bond, cioè spazzatura. Come seconda penalità, la corporation deve restituire immediatamente il credito con gli interessi. L'utilizzo dei covenant peraltro smorza l'eventuale opportunismo della corporation e/o degli azionisti verso gli obbligazionisti, tale per cui la corporation può tutelare di più gli azionisti o questi ultimi vogliono più tutele a scapito degli obbligazionisti. Senza misure che tamponano questo conflitto, nascerebbe un problema di agency tra azionisti e obbligazionisti.
- Se si opta per l'equity, si fa ricorso all'emissione di azioni: i soldi raccolti con questo prodotto finanziario non devono essere obbligatoriamente restituiti eccetto se l'azionista ritira l'investimento invece di rivenderlo in borsa o simili (ma le corporation non permettono il ritiro/withdrawal come exit strategy indiscriminata: vige la protezione da liquidazione. Ma il ritiro è utile se la corporation nota che il capitale sociale è esuberante rispetto all'oggetto sociale/obiettivo o se non c'è altra possibilità di investire per la crescita e dunque decide di ridurre il capitale sociale senza scopi fraudolenti, e.g. non ripagare i creditori. Il riacquisto azioni/share repurchase avviene tramite programmi di riacquisto azioni/share buyback programs). Pertanto, aumenta il livello di denaro raccolto senza che ci sia un gravame dietro o la messa a garanzia, ergo aumenta l'equity. I futuri profitti per gli azionisti dipendono dal cash flow, dal successo della corporation e si possono anche non distribuire in delle occasioni. Quindi, si fa perno sugli azionisti (shareholders), che sono degli equity investors e, concedendo finanziamenti tramite l'acquisto di azioni, permettono l'equity financing, che è il contrario del debt financing[1]. I soldi raccolti tramite le azioni messi insieme vengono detti "capitalizzazione di mercato" o "capitalizzazione azionaria" (market capitalization oppure market cap) e, se le obbligazioni vengono descritte come titoli di debito, le azioni sono "titoli di capitale". Il market cap si calcola moltiplicando il numero di azioni già esistenti/outstanding shares per il prezzo più recente di una singola azione/share price e si misura con una valuta. La capitalizzazione di mercato migliore è commisurata alle possibilità ulteriori di crescita e alle risorse che servono per attuare l'obiettivo/l'oggetto sociale: se la capitalizzazione è esuberante, si riduce (quindi avere la capitalizzazione di mercato più larga possibile non è necessariamente l'obiettivo primario da perseguire). Se la corporation si quota in borsa, un grande apporto finanziario viene dall'IPO (Initial public offering) a meno che le azioni hanno un prezzo sottostimato. Una corporation con una capitalizzazione di mercato di oltre 10 miliardi di dollari si dice "large-cap company" o "big-cap company", se va da 2 a 10 miliardi di dollari si dice "mid-cap company", se va da 300 milioni a 2 miliardi di dollari si dice "small-cap company", se va da 50 a 300 milioni di dollari si dice "micro-cap company" e se va da 50 milioni di dollari in giù si dice "nano-cap company" (gli investimenti in queste ultime company possono essere più rischiosi siccome sono piccole e tendenzialmente più instabili; le loro azioni, se valgono 5$ o meno, si dicono penny stock e sono commerciati over the counter OTC). Laddove si emettono nuove azioni dopo l'IPO, si parla di secondary equity financing tramite la secundary offering o follow-on offerings or follow-on public offers FPO (in questa occasione possono sorgere nuovi azionisti di maggioranza, degli azionisti vedrebbero la percentuale di partecipazione e dunque i propri dividendi diminuire e possono avvenire dei relativi problemi di agency: offrire azioni nuove di zecca è diverso da offrire azioni in vendita da parte di soci come exit strategy. Comunque, una secundary offering diluente può essere tarata e resa non-diluente). Nella FPO diluente, il numero di azioni esistenti e circolanti (outstanding shares) aumenta. Anche l'equity financing ha il suo costo, il "costo di equity" (cost of equity), che consiste in tutti i dividendi messi insieme prima di ogni distribuzione agli azionisti: questi ultimi, in senso molto lato, sono creditori di questa somma di denaro da raccogliere.

In alternativa, la strutturazione del capitale bilancia tra i due, tale per cui un finanziamento si ottiene all'N% tramite leva finanziaria (mutui e obbligazioni) e all'N% rimanente tramite equity (azioni). Siccome azioni e obbligazioni sono due security, se si usano le security nel capital structuring bisogna capire quale scegliere o come bilanciarle. Lo stesso capitale sociale nel foglio di bilancio viene descritto come un insieme di asset composto da equity e debito. I soldi tramite prestito in banca si potrebbero racimolare a un tasso di velocità più lento rispetto ai soldi raccolti con altre fonti di finanziamento. I soldi raccolti tramite equity e tramite debito sono quantificabili con una valuta e, se si dividono quelli raccolti tramite debito per quelli raccolti tramite equity, si ottiene una frazione (a sua volta trasformabile in percentuale) detto debt-to-equity ratio (D/E). Se il valore è alto, il livello di debito su quello di equity è alto. Se l'eccesso di debito viene visto come insostenibile o viene visto come indesiderabile, un D/E basso è auspicabile.
Il costo del debito e il costo dell'equity sommati insieme formano il costo del capitale (cost of capital), ovvero ogni costo sostenuto per raccogliere capitale tramite strumenti di debito o equity. Siccome i costi vanno pagati (la banca e gli obbligazionisti sono creditori, come anche gli azionisti in senso molto lato), il minimo ritorno sull'investimento deve sempre essere pari al costo del capitale per essere sicuri di ripagare tutti i creditori in attesa di denaro; per guadagnare surplus, chiaramente deve essere superiore. Quindi, il costo del capitale è anche una soglia (threshold) ed essa può essere decisiva nel valutare la profittabilità di un progetto, discuterla con altre figure (e.g. analisti di mercato, brand manager, marketing manager...) e approvarlo o meno. Su queste considerazioni, si basano vari modelli di required rate of return (RRR). Per calcolare il costo del capitale soppesato in base al capitale esistente e alla sua struttura, si usa il costo medio ponderato del capitale.
Il costo del debito, il costo dell'equity e il costo medio ponderato del capitale hanno le loro rispettive formule matematiche.